# Resolució 1068 del Consell de Seguretat de les Nacions Unides
La Resolució 1068 del Consell de Seguretat de les Nacions Unides fou adoptada per unanimitat el 30 de juliol de 1996. Després de recordar anteriors resolucions sobre Israel i el Líban incloent les 501 (1982), 508 (1982), 509 (1982) i 520 (1982), així com l'estudi de l'informe del Secretari general Boutros Boutros-Ghali sobre la Força provisional de les Nacions Unides al Líban (UNIFIL) aprovada en la Resolució 426 (1978), el Consell va decidir prorrogar el mandat de la UNIFIL per un període de sis mesos fins al 31 de gener de 1997.
El Consell llavors va re-emfatitzar el mandat de la Força i va demanar al secretari general que mantingui negociacions amb el Govern del Líban i altres parts implicades pel que fa a l'aplicació de les resolucions 425 (1978) i 426 (1978) i que n'informi al respecte.
Es va donar la benvinguda a la finalització de mesures de racionalització relatives a la UNIFIL i es van fomentar més estalvis, però observant que no hauria d'afectar la capacitat operativa de la Força.